# جامع بروجرد
جامع بروجرد أحد المساجد التاريخية في بروجرد، محافظة لرستان، غرب إيران. المسجد هو أقدم مسجد في منطقة زاغروس وغرب إيران. يقال أن مبنى الجامع في الأصل كان معبد نار في عهد الساسانيين قبل الإسلام.
المسجد قُصف بطائرات عراقية في الثمانينيات وتضرر بفعل المطر والزلازل. دمر زلزال بروجرد الذي حدث عام 2006 مآذنه وألحق به أضرارًا جسيمة. ومع ذلك، فهو لا يزال معلمًا سياحيًا في لرستان وغرب إيران.

## معرض الصور

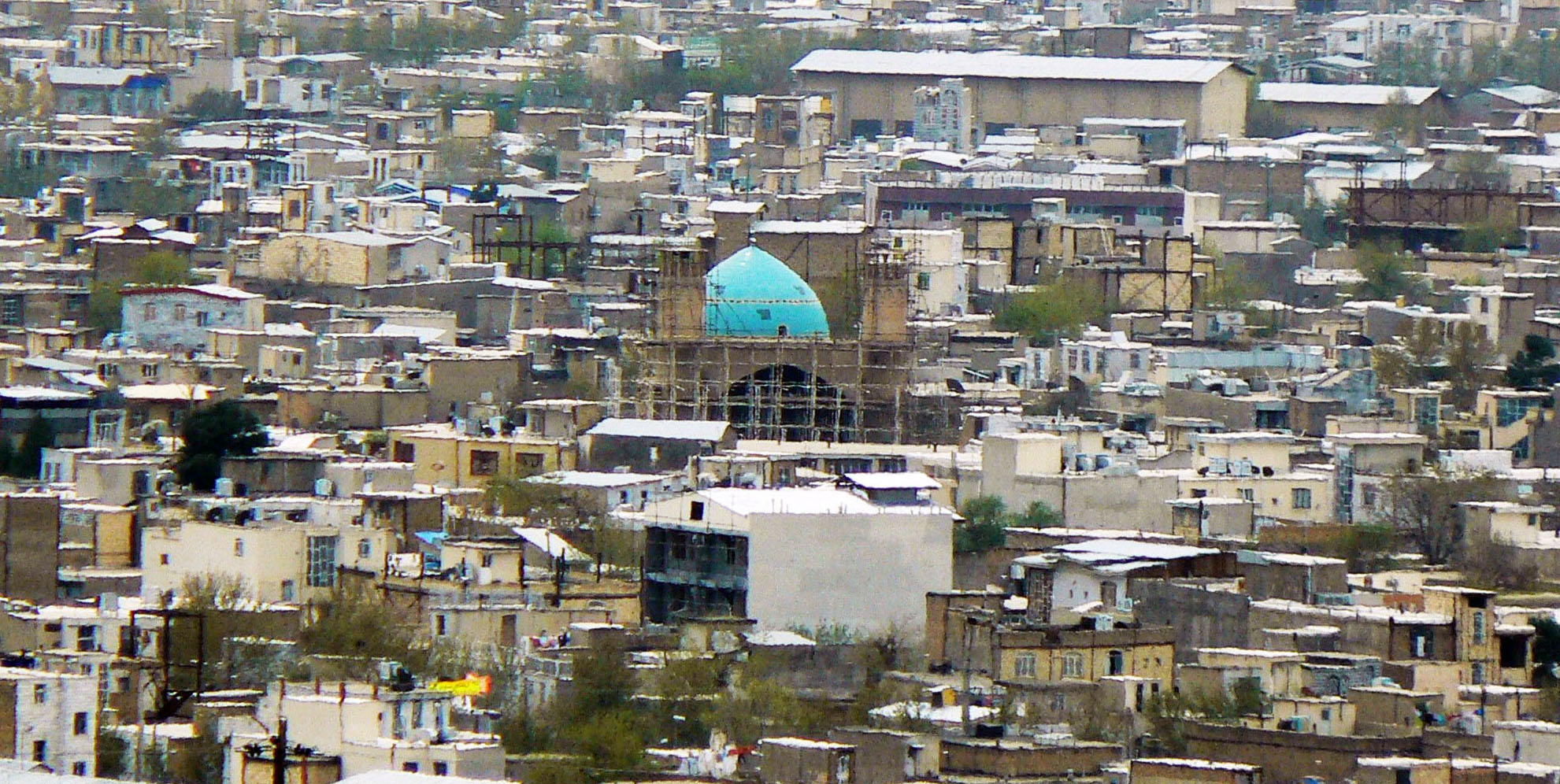
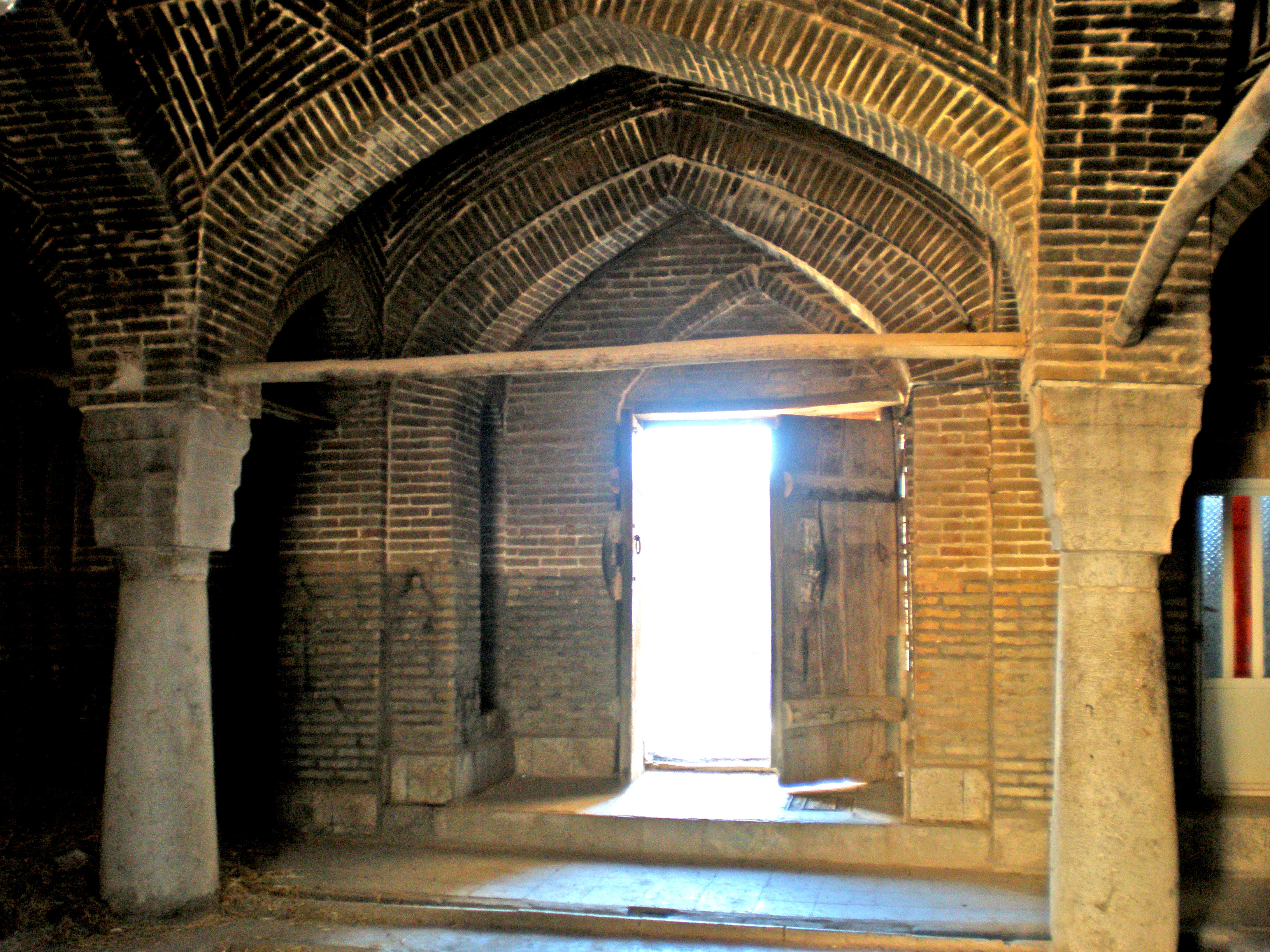
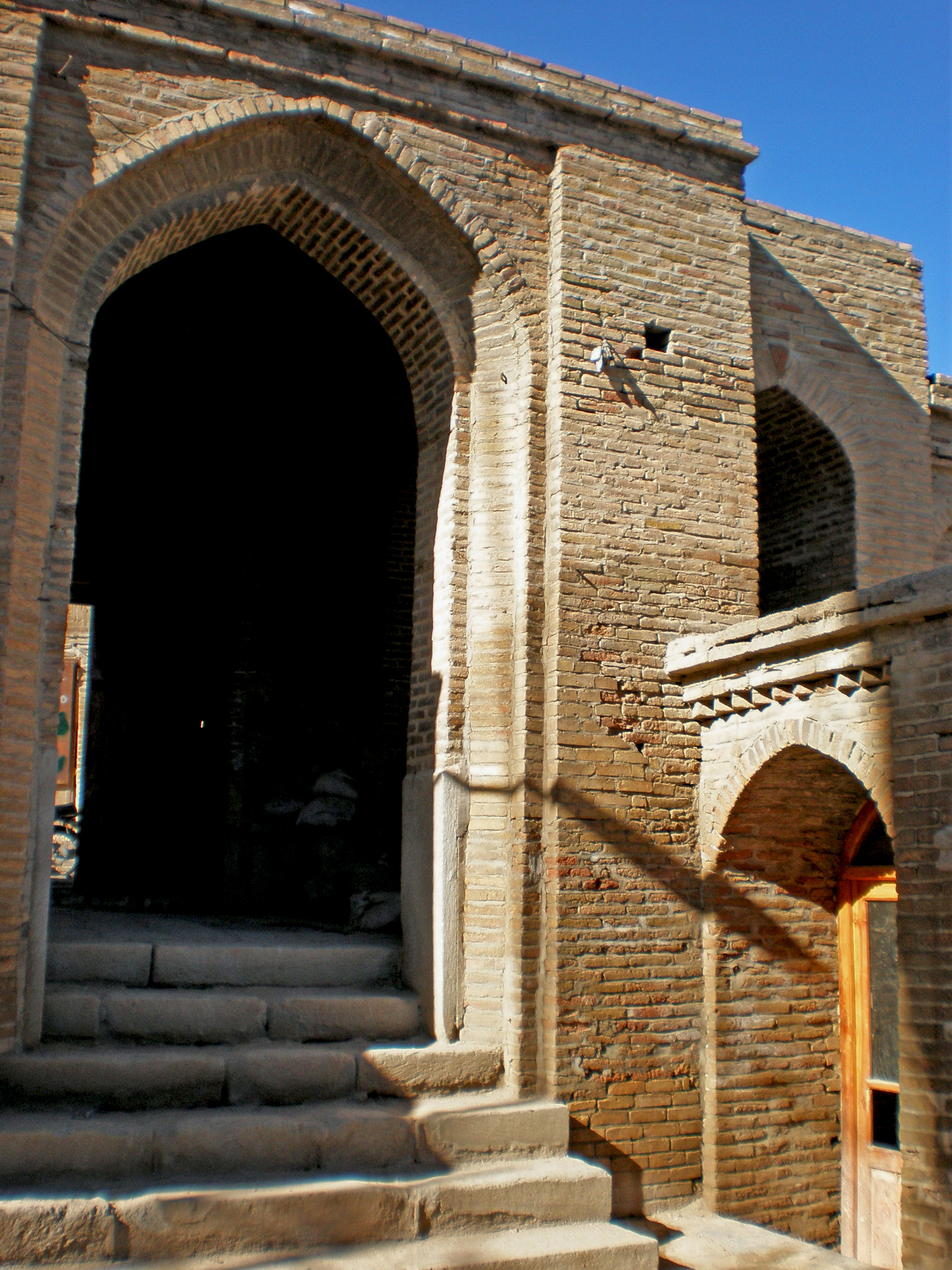
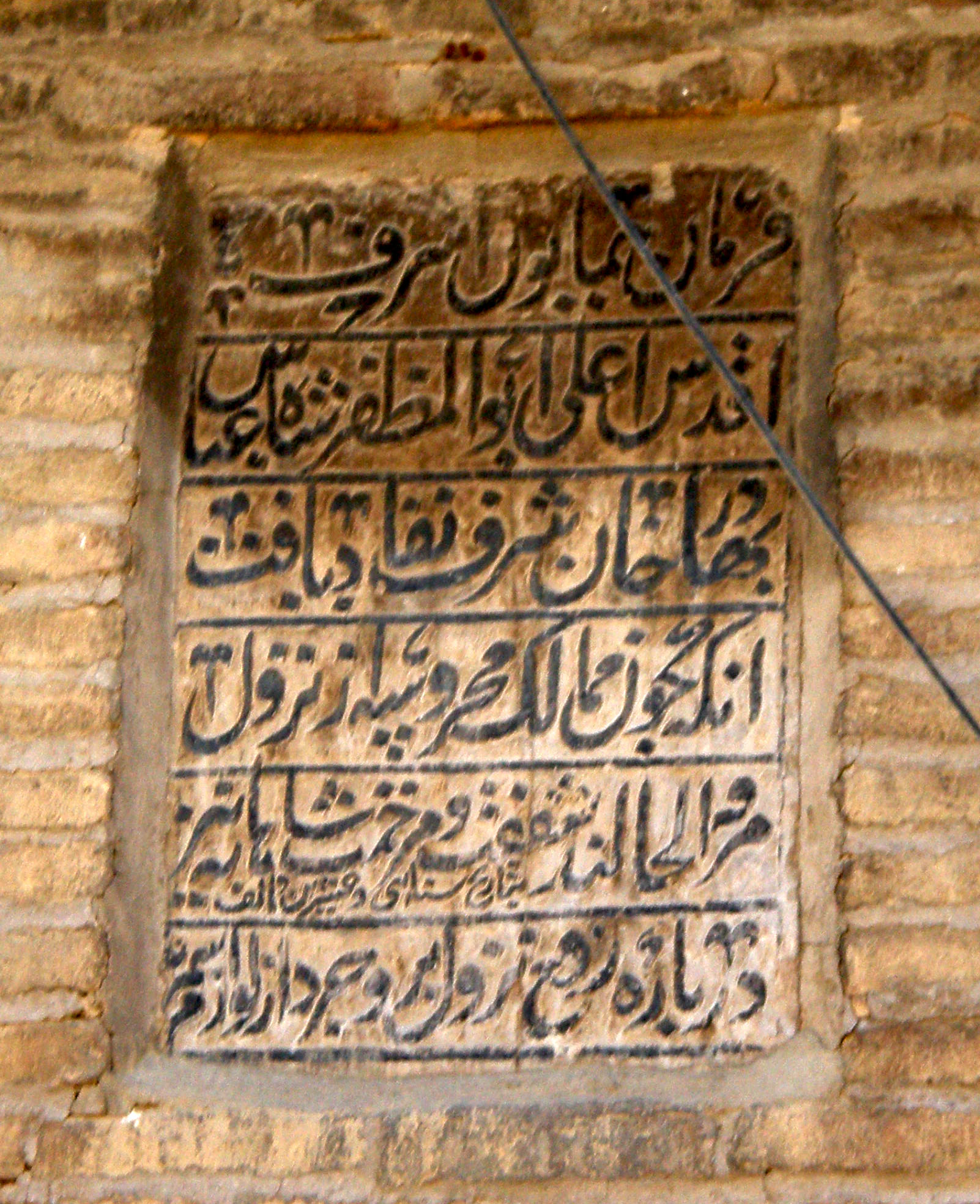